# 도너보른 다니엘스
도너보른 다니엘스(Donervon Daniels, 1993년 11월 24일, 몬트세랫 ~ )은 몬트세랫 출신 프로 축구 선수이다. 현재 월솔 FC에서 활약하고 있다. 포지션은 수비수이다.